# Norgesmesterskapet 1959
La Norgesmesterskapet 1959 di calcio fu la 54ª edizione del torneo. La squadra vincitrice fu il Viking, che vinse la finale contro il Sandefjord con il punteggio di 2-1.

## Risultati

### Terzo turno
| Squadra 1       | Risultato      | Squadra 2     |
| --------------- | -------------- | ------------- |
| Selbak          | 0 - 0 (d.t.s.) | Sandefjord BK |
| Fredrikstad     | 1 - 3          | Nessegutten   |
| Sandaker        | 3 – 0          | Årstad        |
| Skeid           | 7 – 2          | Steinkjer     |
| Lillestrøm      | 5 – 2          | Kvik          |
| Kapp            | 3 – 2          | Lyn Oslo      |
| Eik-Tønsberg    | 1 - 4          | Gjøvik-Lyn    |
| Larvik Turn     | 5 – 0          | Fremad        |
| Pors            | 2 – 1 (d.t.s.) | Strømmen      |
| Start           | 0 - 1          | Frigg         |
| Bryne           | 3 - 3 (d.t.s.) | Odd           |
| Jarl            | 2 - 5          | Brann         |
| Djerv 1919      | 0 - 2          | Viking        |
| Hødd            | 1 - 3          | Greåker       |
| Kristiansund FK | 0 - 1          | Asker         |
| Rosenborg       | 1 – 0          | Raufoss       |

#### Ripetizione
| Squadra 1     | Risultato | Squadra 2 |
| ------------- | --------- | --------- |
| Sandefjord BK | 2 – 1     | Selbak    |
| Odd           | 5 – 0     | Bryne     |

### Quarto turno
| Squadra 1   | Risultato      | Squadra 2     |
| ----------- | -------------- | ------------- |
| Greåker     | 1 – 0          | Rosenborg     |
| Frigg       | 3 – 2 (d.t.s.) | Lillestrøm    |
| Asker       | 0 - 3          | Larvik Turn   |
| Gjøvik-Lyn  | 0 - 1          | Sandefjord BK |
| Odd         | 3 – 0          | Kapp          |
| Viking      | 1 – 0          | Pors          |
| Brann       | 2 - 2 (d.t.s.) | Sandaker      |
| Nessegutten | 1 – 0          | Skeid         |

#### Ripetizione
| Squadra 1 | Risultato | Squadra 2 |
| --------- | --------- | --------- |
| Sandaker  | 0 - 2     | Brann     |

### Quarti di finale
| Squadra 1     | Risultato      | Squadra 2   |
| ------------- | -------------- | ----------- |
| Viking        | 1 - 1 (d.t.s.) | Nessegutten |
| Brann         | 0 - 3          | Greåker     |
| Sandefjord BK | 3 – 1          | Larvik Turn |
| Odd           | 2 – 1          | Frigg       |

#### Ripetizione
| Squadra 1   | Risultato | Squadra 2 |
| ----------- | --------- | --------- |
| Nessegutten | 0 - 4     | Viking    |

### Semifinali
| Squadra 1 | Risultato | Squadra 2     |
| --------- | --------- | ------------- |
| Viking    | 4 – 0     | Odd           |
| Greåker   | 0 - 2     | Sandefjord BK |

### Finale
| Arbitro: | Dahlgren |

|                          |           |                 |
| R. Bjørnsen 16’ Hult 97’ | Marcatori | 30’ Kristiansen |

#### Formazioni
| Viking |  |                 |
|        |  |                 |
|        |  | Sverre Andersen |
|        |  | Otto Hermansen  |
|        |  | Leif Nicolaisen |
|        |  | Kåre Bjørnsen   |
|        |  | Edgar Falch     |
|        |  | Sigurd Wold     |
|        |  | Rolf Bjørnsen   |
|        |  | Olav Nilsen     |
|        |  | Åsbjørn Skjærpe |
|        |  | Gustav Hult     |
|        |  | Hans Andersen   |

| Sandefjord BK |  |                    |
|               |  |                    |
|               |  | Per Einan          |
|               |  | Kjell Østby        |
|               |  | Yngve Karlsen      |
|               |  | Ernst Norli        |
|               |  | Thorbjørn Svenssen |
|               |  | Carl Thuve         |
|               |  | Rolf Johansen      |
|               |  | Hans Sperre        |
|               |  | Erik Kristiansen   |
|               |  | Arvid Havnås       |
|               |  | Gunnar Guthu       |